# Boris Legran
Boris Wasiljewicz Legran (ros. Бори́с Васи́льевич Легра́н, ur. 1884 w Moskwie, zm. w lutym 1936 w Leningradzie) – bolszewik, radziecki dyplomata i działacz partyjny, dyrektor Ermitażu (1930-1934).

## Życiorys
W 1901 wstąpił do SDPRR, później służył w rosyjskiej armii, 1915 skończył szkołę chorążych. Od 9 do 23 listopada 1937 był członkiem Rady Komisarzy Ludowych ds. Wojskowych i Morskich Rosyjskiej Republiki Radzieckiej, potem od 6 grudnia 1917 do 1918 zastępcą ludowego komisarza ds. wojskowych Rosyjskiej Republiki Radzieckiej/RFSRR, następnie komisarzem Piotrogrodzkiego Sądu Okręgowego. Brał udział w wojnie domowej w Rosji, od 10 listopada do 18 grudnia 1918 był członkiem Rady Wojskowo-Rewolucyjnej Frontu Południowego, od 18 grudnia 1918 do 3 maja 1919 członkiem Rady Wojskowo-Rewolucyjnej 10 Armii Frontu Południowego, od 30 kwietnia 1919 do lutego 1920 przewodniczącym Rewolucyjnego Trybunału Wojskowego RFSRR, od lutego do lipca 1920 pracował w Ludowym Komisariacie Spraw Zagranicznych (NKID) RFSRR. Od lipca do 29 listopada 1920 był pełnomocnym przedstawicielem (ambasadorem) RFSRR w Armenii, od marca 1921 do marca 1922 pełnomocnym przedstawicielem Rady Komisarzy Ludowych RFSRR przy Radzie Komisarzy Ludowych Zakaukaskiej FSRR, od sierpnia 1922 członkiem Środkowoazjatyckiego Biura KC RKP(b), potem do listopada 1922 przewodniczącym NKID RFSRR w Turkiestańskiej ASRR. Później kierował gubernialnym oddziałem oświaty politycznej w Kursku, 1925-1926 pracował w Leningradzkiej Gubernialnej Radzie Związków Zawodowych, od września 1926 do 1927 był konsulem generalnym ZSRR w Harbinie, następnie był funkcjonariuszem partyjnym na Dalekim Wschodzie, od kwietnia 1930 do maja 1934 był dyrektorem Państwowego Ermitażu w Leningradzie, a 1934-1935 zastępcą dyrektora Wszechzwiązkowej Akademii Sztuk Pięknych. Został pochowany w Leningradzie.